# Sarah Lancaster

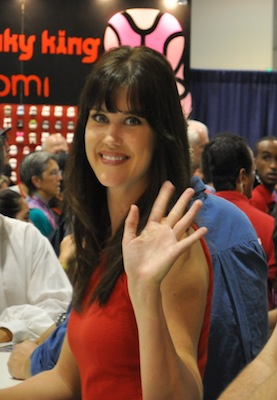
Sarah Lancaster auf der Comic Con 2010

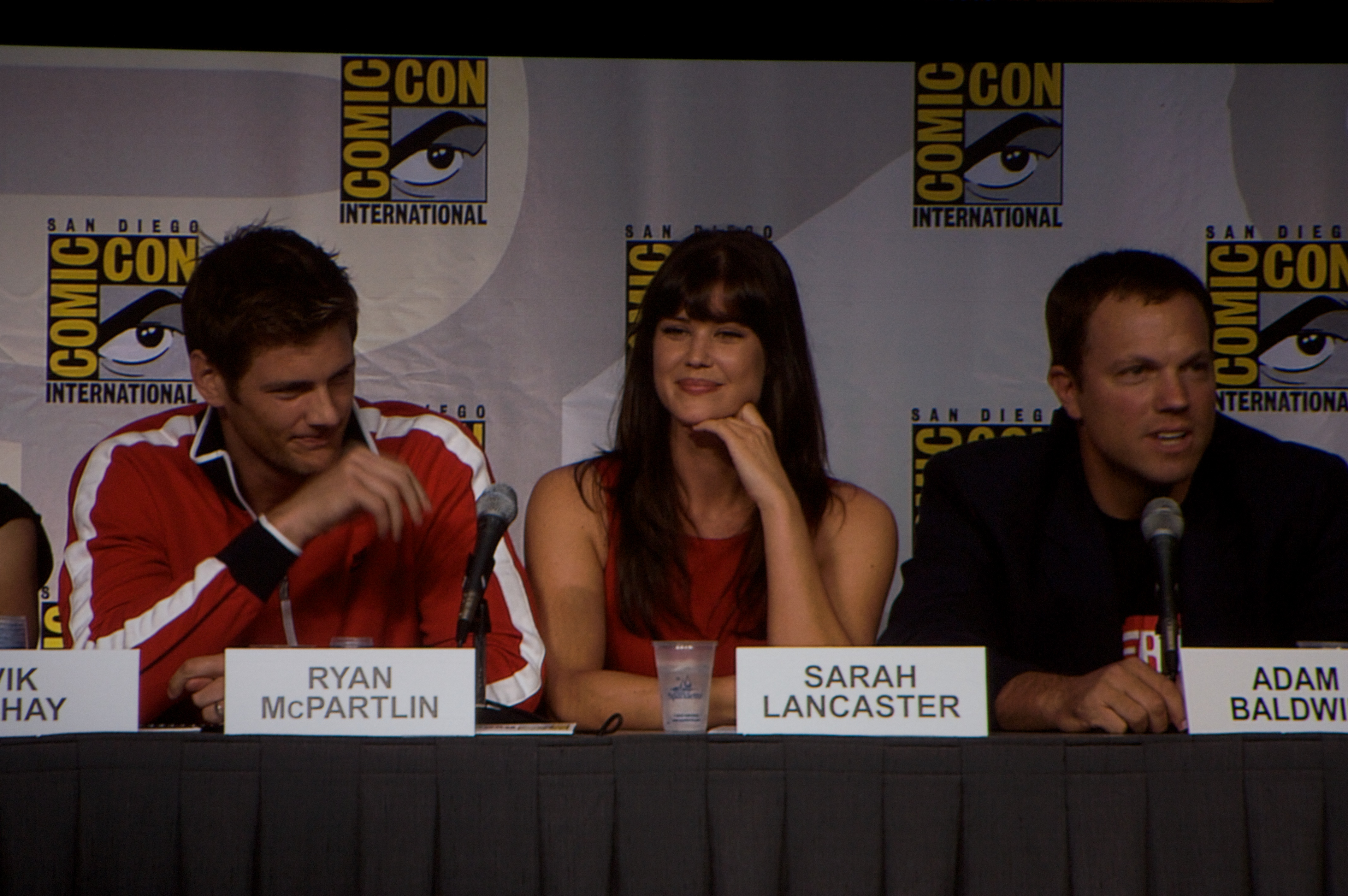
Lancester auf der Comic Con 2010 mit Ryan McPartlin und Adam Baldwin von Chuck

Sarah Beth Lancaster (* 12. Februar 1980 in Overland Park, Kansas) ist eine US-amerikanische Schauspielerin. Bekannt wurde sie mit ihrer Rolle der Ellie Bartowski in der US-amerikanischen Fernsehserie Chuck.

## Leben
Sarah Lancaster zog im Alter von vier Jahren mit ihrer Familie nach Virginia und vier Jahre später nach Kalifornien. Sie lebt in Los Angeles.
Mit acht Jahren lernte sie Jazz- und Funk-Tanz. Im Alter von dreizehn Jahren begann ihre Schauspielkarriere mit einer Rolle in der Fernsehserie Saved by the Bell: The New Class. Im Jahr 2000 übernahm sie eine Nebenrolle in dem Film Eiskalte Engel 2, die Szenen mit ihr entfielen jedoch beim Filmschnitt. In der Gaunerkomödie Catch Me If You Can spielte sie 2002 neben Leonardo DiCaprio und Tom Hanks. In Deutschland wurde Lancaster einem weiteren Publikum als Darstellerin der Serie Everwood bekannt, in der sie von 2003 bis 2006 Madison Kellner verkörperte. In der Fernsehserie Scrubs – Die Anfänger war Lancaster von 2002 bis 2006 als das Kioskmädchen zu sehen. In der Serie Chuck spielte sie von 2007 bis 2012 Ellie Bartowski, die Schwester der Hauptfigur. 2019 gab sie bei dem Filmdrama Josie & Jack ihr Regiedebüt.
Seit 2011 ist sie mit dem Anwalt Matthew Jacobs verheiratet. Sie haben gemeinsam zwei Söhne (* 2011, * 2017).

## Filmografie (Auswahl)
- 1993–1996: Saved by the Bell: The New Class (Fernsehserie, 79 Folgen)
- 1997: Auf schlimmer und ewig (Unhappily Ever After, Fernsehserie, eine Folge)
- 1997: Sabrina – Total Verhext! (Sabrina, the Teenage Witch, Fernsehserie, Folge 2x04)
- 1998: Pacific Blue – Die Strandpolizei (Pacific Blue, Fernsehserie, eine Folge)
- 1999: Sorority (Fernsehfilm)
- 1999: Schatten des Ruhms – Die Michael-Landon-Story (Michael Landon, the Father I Knew)
- 1999: Im Kreuzfeuer (Rescue 77, Fernsehserie, eine Folge)
- 1999: Undressed – Wer mit wem? (Undressed, Fernsehserie, 13 Folgen)
- 2000: Dawson’s Creek (Fernsehserie, eine Folge)
- 2000: Eiskalte Engel 2 (Cruel Intentions 2)
- 2001: Dharma & Greg (Fernsehserie, eine Folge)
- 2002: Boston Public (Fernsehserie, 2 Folgen)
- 2002: Half & Half (Fernsehserie, 2 Folgen)
- 2002: Die wilden Siebziger (That '70s Show, Fernsehserie, eine Folge)
- 2002: Catch Me If You Can
- 2002–2006: Scrubs – Die Anfänger (Scrubs, Fernsehserie, 3 Folgen)
- 2003: Eine himmlische Familie (7th Heaven, Fernsehserie, eine Folge)
- 2003: Six Feet Under – Gestorben wird immer (Six Feet Under, Fernsehserie, eine Folge)
- 2003: CSI: Den Tätern auf der Spur (CSI: Crime Scene Investigation, Fernsehserie, eine Folge)
- 2003–2006: Everwood (Fernsehserie, 20 Folgen)
- 2004–2006: Dr. Vegas (Fernsehserie, 10 Folgen)
- 2006–2007: What About Brian (Fernsehserie, 17 Folgen)
- 2007–2012: Chuck (Fernsehserie, 91 Folgen)
- 2009: Hawthorne (Fernsehserie, eine Folge)
- 2011: The Good Doctor – Tödliche Behandlung (The Good Doctor)
- 2013: A Woman Betrayed (Fernsehfilm)
- 2013: Fir Crazy (Fernsehfilm)
- 2014: Der Richter – Recht oder Ehre (The Judge)
- 2014: Witches of East End (Fernsehserie, 4 Folgen)
- 2014: Die Liebe wird Dich finden (Love Finds You in Sugarcreek, Fernsehfilm)
- 2014: Looking for Mr. Right (Fernsehfilm)
- 2014: Along Came a Nanny (Fernsehfilm)
- 2015: Christmas in the Smokies
- 2015: 'Tis the Season for Love (Fernsehfilm)
- 2015: Revenge (Fernsehserie, eine Folge)
- 2016: Code Black (Fernsehserie, eine Folge)
- 2017: Pluto – Ein Schutzengel auf vier Pfoten (The Stray)
- 2017: The Terror of Hallow’s Eve
- 2018: Christmas on Holly Lane
- 2020: Blue Ridge (Film)
- seit 2024: Blue Ridge (Blue Ridge: The Series, Fernsehserie)